# 钙铁榴石
钙铁榴石（英語：Andradite）一种是石榴石，同時也是一种島硅酸盐矿物，化學式為Ca3Fe2Si3O12。

## 發現與命名
钙铁榴石首次記錄於1868年，並發現於挪威布斯克吕郡德拉门。其英文名稱以巴西矿物学家若澤·博尼法西奧·德·安德拉達（José Bonifácio de Andrade e Silva）的名字來命名。

## 成因與產地

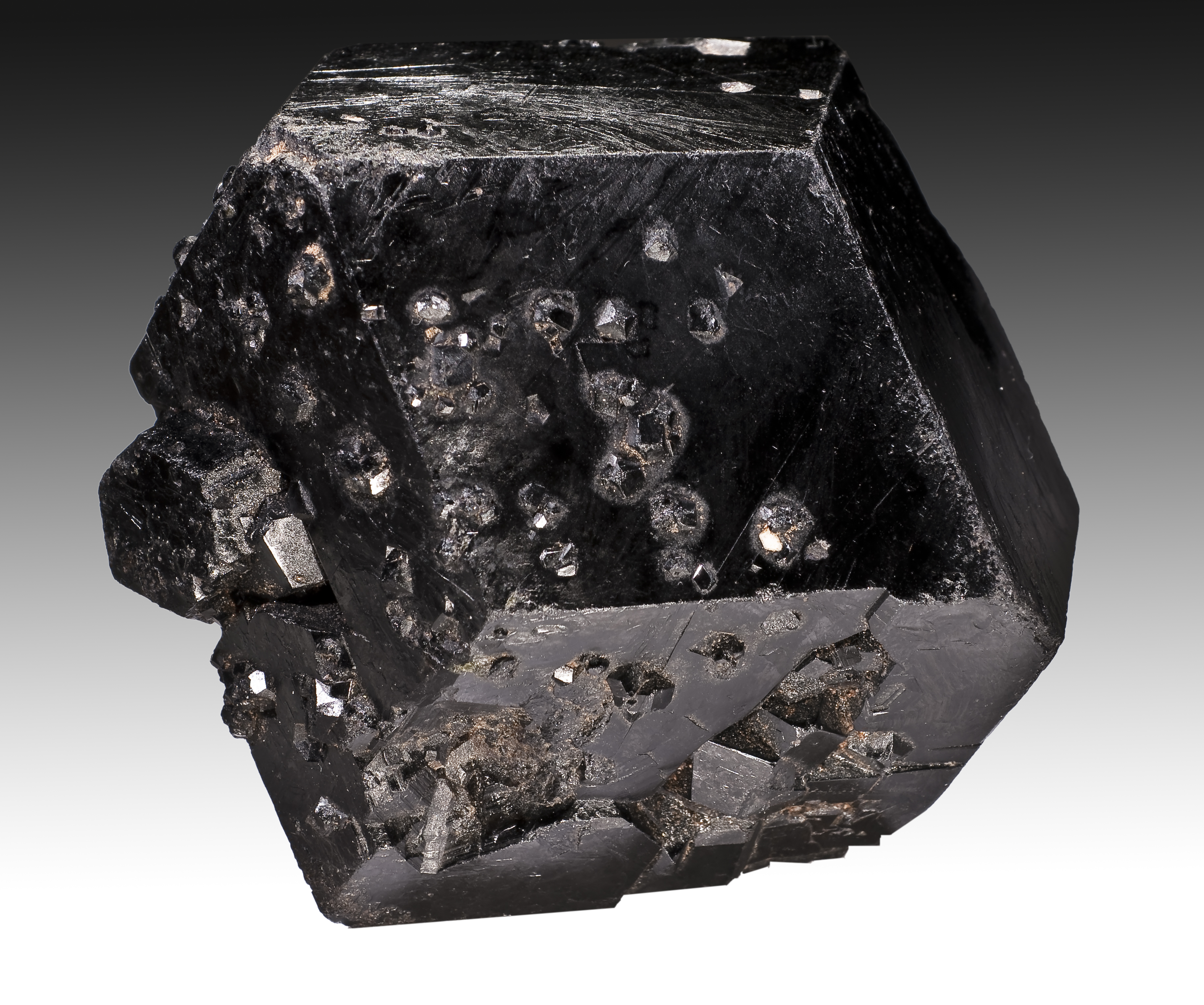
黑榴石

钙铁榴石產于由不存石灰岩或鈣質火成岩經過接觸变质而来矽卡岩中，亦產于綠泥石片岩、蛇纹岩以及鹼性火成岩（通常含有鈦）中。伴生矿物包括符山石、绿泥石、绿帘石、尖晶石、方解石、白云石和磁铁矿。
在伊朗、意大利、俄罗斯的乌拉尔山脉、乌克兰第聂伯罗彼得罗夫斯克州、美国的亚利桑那州和加利福尼亚州皆有發現的紀錄。

## 亞種
钙铁榴石有3个品种：

### 黑榴石
黑榴石（英語：Melanite）又稱鈦鈣鐵榴石，因為少量的鐵被鈦取代，以致於顏色為黑色。根據鈦和鐵的含量，與森本石榴石（Morimotoite）和鈦榴石（Schorlomite）形成固溶體系列。

### 翠榴石
翠榴石（英語：Demantoid）為鲜艳的绿色的變種，作為一种珍贵且稀有的宝石。顏色之所以為綠色主要跟鉻離子有關，而鐵三價離子會導致晶體呈現黃色調。

### 黄榴石
黄榴石（英語：Topazolite）為顏色為黄绿色的變種，比翠榴石更罕见。由於顏色和透度近似黃玉而得名。